# Trận Chương Dương độ
Trận Chương Dương độ hay trận bến Chương Dương là một trận đánh nổi tiếng trong lịch sử Việt Nam diễn ra tại bến Chương Dương (nay thuộc địa phận xã Chương Dương, huyện Thường Tín, thành phố Hà Nội). Tại đây, vào cuối tháng 6 năm 1285, các lực lượng quân Trần đã tập kích phá tan căn cứ thủy quân Nguyên, tạo mở ra thời cơ đánh úp đại bản doanh của quân Nguyên, tái chiếm kinh thành Thăng Long trong Chiến tranh Nguyên Mông-Đại Việt lần 2. Hầu hết các tàu chiến của quân Nguyên đã bị đốt cháy và đánh chìm trong khi Sogetu bị giết trong trận chiến.
Cùng với chiến thắng tại cửa Hàm Tử, trận tập kích bến Chương Dương là chiến thắng huy hoàng của quân Trần dưới sự chỉ huy trực tiếp của Thượng tướng Thái sư Trần Quang Khải. Tương truyền, khi quân Trần vào thành Thăng Long mở tiệc khao quân, giữa vui vẻ, các tướng sĩ đã đề nghị Thượng tướng Thái sư ngâm một bài thơ. Trần Quang Khải tay bưng chén rượu, ứng khẩu ngâm bài thơ Tòng giá hoàn kinh nổi tiếng.